# Nachal ha-More
Nachal ha-More (hebrejsky: נחל המורה) je vádí, v Dolní Galileji, v severním Izraeli.
Začíná v nadmořské výšce okolo 300 na západních svazích horského masivu Giv'at ha-More, v prostoru předměstí Afula ha-Ce'ira města Afula. Směřuje k severozápadu a prudce klesá ze svahů hory do rovinaté krajiny na pomezí údolí Bik'at Ksulot a Jizre'elského údolí. V něm tok severovýchodně od vesnice Balfourija zleva ústí do vádí Nachal Tevet.